# Darrell Arthur
Darrell Arthur (Dallas, 25 de março de 1988) é um jogador norte-americano de basquete profissional que atualmente joga pelo Denver Nuggets, disputando a National Basketball Association (NBA). Foi draftado em 2008 na primeira rodada pelo New Orleans Hornets.